# نجارغلين (مقاطعة غيلانغرب)
نجارغلين (بالفارسية: نجارگلین) هي قرية تقع في قسم ديره الريفي في إيران. يقدر عدد سكانها بـ 0 نسمة بحسب إحصاء 2016.